# The Charlatans (grupo musical estadounidense)
 The Charlatans  fue una banda estadounidense de folk rock y rock psicodélico que desempeñó un papel en el desarrollo de la escena musical de San Francisco Haight-Ashbury durante la década de 1960. A menudo son citados por los críticos como el primer grupo en tocar en el estilo que se conoció como San Francisco Sound .

## Miembros
- George Hunter
- Richard Olsen
- Mike Wilhelm
- Mike Ferguson
- Dan Hicks
- Sam Linde
- Patrick Gogerty
- Terry Wilson
- Darrell DeVore

## Discografía

### Almbums
- The Charlatans (1969)

### Album en vivo
- Playing in the Hall (2015)

### Compilaciones
- The Amazing Charlatans (1996)
- The Limit of the Marvelous (2016)

### Compilaciones no oficiales
- The Charlatans (1979, en version limitada por picture disc)
- The Autumn Demos – August 1965 (1982)
- Alabama Bound (1983)
- The Charlatans/Alabama Bound (1992)

### Sencillos
- "The Shadow Knows"/"32-20" (1966)
- "High Coin"/"When I Go Sailin' By" (1969)